# 朝日駅伝
朝日駅伝（あさひえきでん）は、毎年1月（ただし、1950年の第1回のみ2月）に開催された駅伝大会。1966年の第17回以降は成人の日に行われた。

## 概要
福岡市のJR博多駅前にある福岡朝日ビルから、筑豊地域を経て北九州市の小倉城大手門広場までの99.9kmで行われた。九州一周駅伝の最終日のコースを逆走する形になった。最多優勝は旭化成の27回で、第1回からすべての大会に出場した唯一のチームでもあった。
大会の模様は、当日に九州朝日放送発・テレビ朝日系列九州ブロックネットで、1時間のダイジェスト版で放送された。
2011年1月10日開催の第62回大会をもって、本大会の歴史に幕を閉じた。

## 大会運営
最後の大会となった2011年のものを示す。
- 主催：九州陸上競技協会、朝日新聞社
- 後援：日本陸上競技連盟、福岡市、北九州市、九州朝日放送、日刊スポーツ新聞西部本社
- 主管：福岡陸上競技協会
- 特別協賛：応研

## コース
当初は門司市（現・北九州市門司区)から福岡市へ向かうコースで行われていたが、1953年の第4回大会以降、福岡市から現在の北九州市へ向かうコースで行われてきた。全7区間で行われてきたが、1956年の第7回大会で距離が114.3kmに伸びた関係で8区間で行われていた時期があった。1967年の第18回大会でゴール地点を門司から小倉に変更したことに伴い距離が短縮されたため再度7区間で行われ、大会末期には全7区間・99.9kmで行われてきた。

### 区間
- 第1区（14.6km）：福岡朝日ビル前 → 粕屋郡財産組合前
- 第2区（9.9km）：粕屋郡財産組合前 → 地蔵まんじゅう前
- 第3区（11.2km）：地蔵まんじゅう前 → 飯塚市役所前
- 第4区（14.8km）：飯塚市役所前 → 田川市役所バス停
- 第5区（15.9km）：田川市役所バス停 → 直方市役所前
- 第6区（16.8km）：直方市役所前 → 穴生中学校前バス停
- 第7区（16.7km）：穴生中学校前バス停 → 小倉城歴史の道

## 歴代優勝チーム
| 回数   | 開催日        | 優勝チーム       |
| ------ | ------------- | ---------------- |
| 第1回  | 1950年2月5日  | 八幡製鐵         |
| 第2回  | 1951年1月7日  | 三井鉱山         |
| 第3回  | 1952年1月6日  | 旭化成           |
| 第4回  | 1953年1月11日 | 中央大学         |
| 第5回  | 1954年1月10日 | 旭化成           |
| 第6回  | 1955年1月30日 | 旭化成           |
| 第7回  | 1956年1月22日 | 八幡製鐵         |
| 第8回  | 1957年1月27日 | 八幡製鐵         |
| 第9回  | 1958年1月26日 | 旭化成           |
| 第10回 | 1959年1月25日 | 八幡製鐵         |
| 第11回 | 1960年1月31日 | 旭化成A          |
| 第12回 | 1961年1月22日 | 旭化成A          |
| 第13回 | 1962年1月21日 | 八幡製鐵         |
| 第14回 | 1963年1月20日 | 八幡製鐵         |
| 第15回 | 1964年1月12日 | 東急             |
| 第16回 | 1965年1月10日 | 旭化成A          |
| 第17回 | 1966年1月15日 | 八幡製鐵         |
| 第18回 | 1967年1月15日 | 八幡製鐵         |
| 第19回 | 1968年1月15日 | 全鐘紡           |
| 第20回 | 1969年1月15日 | 九州電工         |
| 第21回 | 1970年1月15日 | 電電公社         |
| 第22回 | 1971年1月15日 | 旭化成           |
| 第23回 | 1972年1月15日 | 旭化成A          |
| 第24回 | 1973年1月15日 | 旭化成A          |
| 第25回 | 1974年1月15日 | 旭化成A          |
| 第26回 | 1975年1月15日 | 鐘紡             |
| 第27回 | 1976年1月15日 | 鐘紡             |
| 第28回 | 1977年1月15日 | 鐘紡             |
| 第29回 | 1978年1月15日 | 旭化成           |
| 第30回 | 1979年1月15日 | 旭化成           |
| 第31回 | 1980年1月15日 | 旭化成           |
| 第32回 | 1981年1月15日 | 旭化成           |
| 第33回 | 1982年1月15日 | 旭化成           |
| 第34回 | 1983年1月15日 | 旭化成           |
| 第35回 | 1984年1月15日 | 神戸製鋼         |
| 第36回 | 1985年1月15日 | 日産自動車       |
| 第37回 | 1986年1月15日 | 旭化成           |
| 第38回 | 1987年1月15日 | 日産自動車       |
| 第39回 | 1988年1月15日 | 日産自動車       |
| 第40回 | 1989年1月15日 | 日産自動車       |
| 第41回 | 1990年1月15日 | 旭化成           |
| 第42回 | 1991年1月15日 | 日産自動車       |
| 第43回 | 1992年1月15日 | 鐘紡             |
| 第44回 | 1993年1月15日 | 旭化成           |
| 第45回 | 1994年1月15日 | 旭化成           |
| 第46回 | 1995年1月15日 | 鐘紡             |
| 第47回 | 1996年1月15日 | 鐘紡             |
| 第48回 | 1997年1月15日 | 鐘紡             |
| 第49回 | 1998年1月15日 | 旭化成           |
| 第50回 | 1999年1月15日 | 旭化成           |
| 第51回 | 2000年1月10日 | 旭化成           |
| 第52回 | 2001年1月8日  | カネボウ         |
| 第53回 | 2002年1月14日 | NEC              |
| 第54回 | 2003年1月13日 | NEC              |
| 第55回 | 2004年1月12日 | 日清食品グループ |
| 第56回 | 2005年1月10日 | 日清食品グループ |
| 第57回 | 2006年1月9日  | 九電工           |
| 第58回 | 2007年1月8日  | 旭化成           |
| 第59回 | 2008年1月14日 | 旭化成           |
| 第60回 | 2009年1月12日 | 旭化成           |
| 第61回 | 2010年1月11日 | ホンダ           |
| 第62回 | 2011年1月10日 | 九電工           |